# Pseudhaloptilus longimanus
Pseudhaloptilus longimanus is een eenoogkreeftjessoort uit de familie van de Augaptilidae. De wetenschappelijke naam van de soort is voor het eerst geldig gepubliceerd in 1906 door Wolfenden.